# Agrotis valligera
Agrotis valligera är en fjärilsart som beskrevs av Denis och Ignaz Schiffermüller 1776. Agrotis valligera ingår i släktet Agrotis och familjen nattflyn. Inga underarter finns listade i Catalogue of Life.